# Euscelidia mucronata
Euscelidia mucronata là một loài ruồi trong họ Asilidae. Euscelidia mucronata được Dikow miêu tả năm 2003. Loài này phân bố ở vùng nhiệt đới châu Phi.